# Ціртоціт

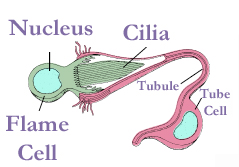

Ціртоціт (термінальна клітина, «полум'яна клітина») — проксимальна клітина протонефридія; забезпечує рух рідини по каналах протонефридіальної системи, а також утворює фільтраційний механізм — самостійно (у деяких війчастих червів) або спільно з кліткою каналу.
Проскімальна частина клітини несе лопатовидні вирости; на протилежній стороні знаходиться пучок щільно упакованих війок, оточений кільцем мікроворсинок. У загону Gnathostomulida (із війчастих червів) замість пучка війок ціртоціт несе один джгутик. Биття пучка війок (або джгутика) забезпечує протікання рідини по каналу. Мікроворсинки ціртоціта, суміщені в шаховому порядку з мікроворсинками клітини каналу, утворюють фільтраційний апарат.